# Peter Graham
Peter Graham, né en 1958 dans le Lanarkshire, est un compositeur britannique.

## Biographie
Peter Graham a été formé par ses parents aux cuivres et au piano. Jusqu'en 1980, il a d'abord étudié à l'University of Edinburgh, entre autres avec Edward Gregson. Il a ensuite rejoint le Goldsmiths' College à Londres, où il a poursuivi ses études avec Gregson et a finalement obtenu un PhD en composition.
De 1983 à 1986, Graham a vécu à New York et a travaillé comme compositeur indépendant pour le "S.A. Music Bureau". Depuis son retour au Grande-Bretagne, il travaille régulièrement pour la chaîne de télévision et la radio de la BBC. Parallèlement, il s'est spécialisé dans les arrangements et les compositions pour brass band ; il compte parmi les principaux compositeurs contemporains dans ce domaine. Ses œuvres sont jouées dans le monde entier et sont souvent utilisées comme pièces de concours lors de championnats nationaux. En 1999, l'album Reflected in Brass, enregistré par Evelyn Glennie avec le Black Dyke Band et sur lequel Graham a travaillé en tant qu'arrangeur, a été nommé pour un Grammy en tant que meilleur album de crossover classique. Graham est également compositeur pour orchestre d'harmonie ; en 2002, il a remporté le Sousa/ABA/Ostwald Award de l'American Bandmasters Assosiation pour son morceau Harrison's Dream.
En 1994, Graham a fondé avec sa femme la maison d'édition musicale Gramercy Music, spécialisée dans la publication de musique pour brass band, orchestre d'harmonie et chant. Il est en outre professeur de composition à l'Université de Salford et a été le premier civil compositeur en résidence de la bande des Coldstream Guards.
Peter Graham vit actuellement avec sa femme Janey, son fils Ryan et sa fille Megan dans le Cheshire (Angleterre).

## Pièces
- Call of the Cossacks
- Gaelforce
- Cartoon Music
- The Essence of Time
- The Red Machine
- Windows Of The World
- Shine as the Light
- Celebrate Rotary
- Dimensions
- Prisms
- On Alderley Edge
- The Torchbearer
- Montage
- Harrison’s Dream
- Journey to the Center of the Earth
- Standing on the Shoulders of Giants
- The Day Of The Dragon
- War Of The Worlds
- The Triumph of Time

## Récompenses
- 2002 : Sousa/ABA/Ostwald Award de l'American Bandmasters Association (Harrison's Dream)[3]